# Bourbon (whiskey)
Bourbon je typ americké whiskey vyráběný z minimálně 51 % kukuřice. Zbytek může připadnout na žito nebo pšenici. Destilát obsahuje minimálně 80 proof (40 % alkoholu). Jméno je odvozeno od okresu Bourbon County ve státě Kentucky, kde se tato whiskey vyrábí od 18. století.
Ačkoli její výroba není teritoriálně omezena, je silně spjatá s americkým jihem a především se státem Kentucky. 

## Nejznámější značky
- Blanton's
- Four Roses
- Jim Beam
- Rebel Yell
- Wild Turkey